# Pseudohydrotrephes
Pseudohydrotrephes is een geslacht van wantsen uit de familie van de Helotrephidae. Het geslacht werd voor het eerst wetenschappelijk beschreven door Poisson in 1956.

## Soorten
Het genus is monotypisch en bevat alleen de volgende soort:

- Pseudohydrotrephes moramongae Poisson, 1956